# セルヒー・シドルチュク
セルヒー・オレクサンドロヴィチ・シドルチュク（Serhiy Oleksandrovych Sydorchuk、ウクライナ語: Сергій Олександрович Сидорчук、1991年5月2日  - ）は、ウクライナ・ザポリージャ出身のプロサッカー選手。ウクライナ代表。KVCウェステルロー所属。ポジションは、ミッドフィールダー。

## クラブ

### メタルルフ・ザポリージャ
地元クラブのFCメタルルフ・ザポリージャでキャリアをスタート。2009年8月23日のFCメタルルフ・ドネツィク戦でトップチームデビュー。

### ディナモ・キエフ
2012年12月21日、FCディナモ・キーウに5年契約で加入。2013年8月11日のFCチョルノモレツ・オデッサで加入後初ゴール。2015年9月28日のアウェー・マッカビ・テルアビブFC戦でUEFAチャンピオンズリーグデビュー。試合には2-0で勝利した。

### ウェステルロー
2023年9月5日、KVCウェステルローに3年契約で移籍した。

## 代表歴
2014年10月9日にボリソフで開催されたUEFA EURO 2016予選・ベラルーシ代表戦で初キャップ。64分にキャプテンのルスラン・ロタンと交代しピッチに入った。さらにアンドリー・ヤルモレンコのアシストから初ゴールを挙げ、2-0の勝利に貢献した。3日後にアリーナ・リヴィウで開催されたマケドニア代表戦でもゴールを挙げた

### ゴール
| #  | 開催日         | 会場               | 対戦国       | スコア | 結果 | 大会                                    |
| -- | -------------- | ------------------ | ------------ | ------ | ---- | --------------------------------------- |
| 1. | 2014年10月9日  | ボリソフ・アレナ   | ベラルーシ   | 2–0    | 2–0  | UEFA EURO 2016予選                      |
| 2. | 2014年10月12日 | アリーナ・リヴィウ | 北マケドニア | 1–0    | 1–0  | UEFA EURO 2016予選                      |
| 3. | 2021年3月24日  | サン＝ドニ         | フランス     | 1–1    | 1–1  | 2022 FIFAワールドカップ・ヨーロッパ予選 |

## タイトル
ディナモ・キエフ
- ウクライナ・スーパーカップ (4回): 2016, 2018, 2019, 2020
- ウクライナ・プレミアリーグ (3回): 2014–15, 2015–16, 2020–21
- ウクライナ・カップ (4回): 2013-14, 2014–15, 2019–20, 2020–21